# Никон (Миронов)
Епи́скоп Ни́кон (в миру Оле́г Васи́льевич Миро́нов; 26 мая 1960, посёлок Заречный, Смоленский район, Алтайский край) — епископ Русской православной церкви на покое, бывший епископ Кудымкарский и Верещагинский. С февраля 1994 до июля 1999 года занимал Екатеринбургскую кафедру, с которой был решением Священного синода уволен и почислен на покой «из-за ошибок, допущенных в руководстве епархией».
Тезоименитство: 30 ноября (преподобного Никона, игумена Радонежского).

## Биография
Родился 26 мая 1960 года в посёлке Заречном Смоленского района Алтайского края в крестьянской семье (родители — выходцы из центрального района России).
С сентября 1977 по июнь 1978 года учился в бухгалтерской школе Бийска, по окончании которой до ноября 1978 года работал в Линевском рабкопе.
В 1978—1980 годы служил в Забайкальском военном округе в городе Зима.
С 1 января 1981 по 1 августа 1982 года работал в Иркутской епархиальной свечной мастерской рабочим.
С 1 августа 1982 года по 1 июля 1985 года исполнял обязанности делопроизводителя Воронежского епархиального управления. 24 апреля 1983 года епископом Воронежским и Липецким Мефодием (Немцовым) был рукоположён в сан диакона. В 1984 году поступил на заочный сектор Московской духовной семинарии, которую окончил в 1987 году.
19 декабря 1984 года пострижен в монашество с именем Никон. 6 января 1985 года рукоположён в сан иеромонаха. 1 июля 1985 года назначен исполняющим обязанности секретаря епархиального управления. 20 июня 1989 года был назначен настоятелем Покровского кафедрального собора города Воронежа с возведением в сан архимандрита. В марте 1990 года был избран депутатом Воронежского городского совета народных депутатов, возглавлял депутатскую комиссию по гласности и СМИ.
К празднику Пасхи 1993 года был награждён орденом князя Владимира III степени.

### Епископ Задонский
11 июня 1993 года решением Священного синода определён быть епископом Задонским, викарием Воронежской епархии.
20 июля 1993 года в Богоявленском кафедральном соборе Москвы чин наречения архимандрита Никона во епископа Задонского, викария Воронежской епархии, совершили патриарх Московский и всея Руси Алексий II, митрополиты Киевский и всея Украины Владимир (Сабодан), Крутицкий и Коломенский Ювеналий (Поярков), Воронежский и Липецкий Мефодий (Немцов), архиепископы Краснодарский и Кубанский Исидор (Кириченко), Солнечногорский Сергий (Фомин), епископы Орловский и Брянский Паисий (Самчук), Тверской и Кашинский Виктор (Олейник), Истринский Арсений (Епифанов), Подольский Виктор (Пьянков), Тобольский и Тюменский Димитрий (Капалин), Южно-Сахалинский и Курильский Аркадий (Афонин), Зарайский Павел (Пономарёв) и Корсунский Гурий (Шалимов).
21 июля 1993 года в Московском Богоявленском кафедральном соборе патриарх Алексий II и архиереи, участвовавшие в наречении, кроме архиепископа Исидора, совершили хиротонию архимандрита Никона во епископа Задонского, викария Воронежской епархии.

### Епископ Екатеринбургский и Верхотурский
26 февраля 1994 года Священным синодом был назначен на Екатеринбургскую и Верхотурскую кафедру.
В том же 1994 году трудами епископа Никона было открыто Екатеринбургское духовное училище. В 1995 году комитет по управлению городским имуществом выделил епархиальному управлению для размещения училища здание бывшего детского сада, и на должность проректора по учебной работе был назначен иерей Пётр Мангилёв. Получение отдельно стоящего здания позволило существенно улучшить бытовые условия жизни студентов, оборудовать учебные аудитории и библиотеку, а назначение на должность нового проректора, вышедшего из университетской среды, способствовало продуманной организации образовательного процесса по образцу высшей школы. В 1997 году ректор училища, епископ Никон обратился с ходатайством в Священный синод об увеличении срока обучения до четырёх лет с ведением преподавания по семинарской программе. Ходатайство было удовлетворено, и уже спустя год состоялся первый выпуск студентов. Дипломы об окончании получили 13 учащихся.
Епископ Никон внёс изменения в финансовую жизнь Екатеринбургской епархии. До прихода епископа Никона на кафедру каждый приход вёл почти независимую от управляющего епархией финансовую деятельность, самостоятельно закупал и реализовывал товары церковного назначения, а приходы распоряжались подавляющей частью выручки от продаж по своему усмотрению. Во время управления епархией епископом Никоном товарные потоки были централизованы через епархиальное управление, приходы должны были приобретать товары для реализации на складах епархиального управления, при этом финансовая деятельность приходов была поставлена под строгий учёт и контроль. Материальное положение епархии в целом заметно улучшилось, Екатеринбургская епархия вышла на второе место в России по установленным в Церкви отчислениям в Московскую патриархию. Для обеспечения проведений финансовых ревизий в приходах по благословению епископа Никона привлекались учащиеся Екатеринбургского духовного училища.
Большое внимание епископ Никон уделял укреплению дисциплины в рядах священнослужителей епархии и духовной жизни священнослужителей. Для священнослужителей был назначен епархиальный духовник, всем священникам и диаконам была вменена в обязанность обязательная ежегодная исповедь у епархиального духовника.
Исполнял обязанности временного члена Священного синода на летней сессии 1996 года и летней сессии 1997 года.
18 февраля 1997 года в первый день Архиерейского собора Русской православной церкви 18—23 февраля 1997 года был избран в секретариат Собора.
В 1998 году часть клира и мирян Екатеринбургской епархии обвинили епископа Никона в аморальном поведении, в частности, гомосексуальных связях. Среди наиболее активных обвинителей были священнослужители Екатеринбургской епархии игумен Авраам (Рейдман), игумен Тихон (Затёкин), протоиерей Геннадий Ведерников, протоиерей Фома Абель. Проведённая в апреле 1998 года Синодальной комиссией Московской патриархии проверка не подтвердила обвинения, часть обвинявших священников в итоге были отрешены от должности. По версии диакона Андрея Кураева, епископ Никон тоже был отрешён от должности комиссией, но лишь из-за отсутствия контроля над епархией.
По утверждению журналиста Александра Верховского, 5 мая 1998 года по распоряжению епископа Екатеринбургского и Верхотурского Никона были сожжены во дворе епархиального духовного училища книги богословов XX века протопресвитеров Александра Шмемана, Иоанна Мейендорфа, Николая Афанасьева и протоиерея Александра Меня. Однако позднее выяснилось, что журналисты писали, не имея точной информации, а «было сожжено четыре книги, которые по авторству приписывать можно Меню, но на них не было пометок священноначалия о том, что они изданы по благословению, а проповеди, которые они содержали, содержали явно натяжки в совершенно вольной трактовке Священного Предания».

### На покое

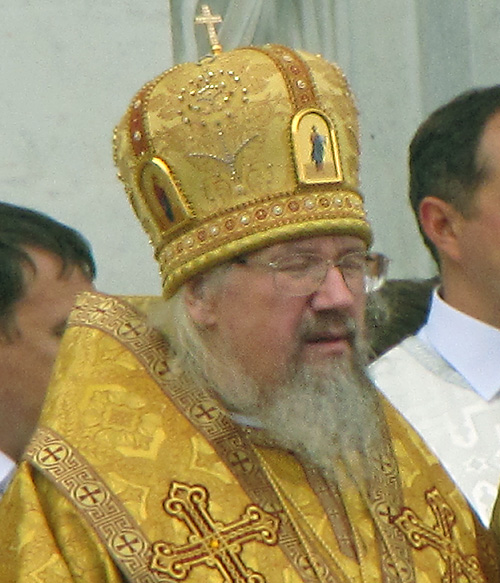
На праздничной службе в честь 200-летия Отечественной войны 1812 года возле храма Христа Спасителя. 9 сентября 2012 года

19 июля 1999 года Священный синод постановил: «Признав, что ошибки, допущенные в руководстве епархией епископом Екатеринбургским и Верхотурским Никоном, привели к разделению среди клира и мирян и вызвали смущение среди верующих и общественности, почислить его на покой, констатируя при этом, что сам Преосвященный Никон ради мира церковного просил освободить его от управления епархией».
В прощальном слове к пастве, в частности, сказал: «Я грешен во всех грехах и могу, и должен, и восклицаю со святыми отцами: „Я грешен во всём!“. Но я не еретик и не богоотступник! <…> Я особо обращаюсь к Вам, возлюбленные отцы. <…> некоторые из Вас уже сейчас, ещё до прибытия Владыки Викентия на Екатеринбургскую кафедру строят ему дерзкие ковы, помышляют о том, чтобы не дать ему с первых шагов ни власти канонической, ни руководства финансового. Я призываю всех священнослужителей вспомнить, что святыми Апостолами вручена Епископам власть и над душами человеческими, и над имуществом Церкви». Уполномоченный по связям с религиозными организациями правительства Свердловской области Виктор Смирнов в том же 1999 году заявил: «Истина в том, что епископ Никон начал в епархии наводить порядок».
Переведён в Псково-Печерский монастырь с сохранением сана епископа.
Со 2 октября 2002 года — почётный настоятель церкви Успения в Вешняках в Москве.
В июле 2008 года получил от патриарха Алексия поздравление с 15-летием архиерейской хиротонии и орден преподобного Сергия Радонежского II степени.
8 октября 2010 года патриархом Кириллом вручена памятная панагия — «в связи с 50-летием со дня рождения и в благодарность за труды».

### В Пермском крае
29 мая 2013 года решением Священного синода назначен епископом Добрянским, викарием Пермской епархии. Назначение было осуществлено по рапорту митрополита Пермского и Соликамского Мефодия (Немцова), в котором, в том числе, отмечалось: «Преосвященный Никон (Миронов), пастырские качества которого я знаю долгие годы, вернувшись к епархиальному послушанию и ознакомившись со спецификой нашего непростого региона, мог бы со временем возглавить самостоятельную кафедру».
17 июля 2013 года освобождён от должности настоятеля храма Успения Пресвятой Богородицы в Вешняках.
19 марта 2014 года решением Священного синода назначен на новообразованную Кудымкарскую епархию с титулом «Кудымкарский и Верещагинский». В 2018 году награждён орденом преподобного Серафима Саровского III степени.
13 апреля 2021 года решением Священного синода почислен на покой по состоянию здоровья. Местом пребывания определена Пермь.

## Награды
Кроме вышеупомянутых:
- Медаль «За отличие в воинской службе» I степени[источник не указан 4503 дня]
- Медаль Российского Дворянского Собрания «В память 850-летия Москвы» III степени (1997)
- Орден Святой Анны II степени (2008)[14]

### Биографические справки
- Никон (Миронов) на официальном сайте Московского патриархата
- Епископ Никон (Олег Васильевич Миронов) Архивная копия от 12 октября 2007 на Wayback Machine на сайте Уральского землячества
- Никон (Миронов) // Русское православие (база данных)
- Никон Миронов // Биография.ру
- Епископ Задонский Никон (Миронов) (1993—1994) Архивная копия от 29 октября 2007 на Wayback Machine
- Никон (Миронов) Архивная копия от 26 января 2011 на Wayback Machine // Открытая православная энциклопедия «Древо»

### Газетные публикации
- Бабасян Н. А. «Богомерзкая тема» // Газета.ru от 19-07-1999 (Выпуск № 095)
- Бабасян Н. А. «Кто Ты? А я епископ!..» (с послесловием А. Н. Тарасова) // «Русская мысль» (Париж), № 4267 (29 апреля — 5 мая 1999)
- «Кто не с епископом, тот вне Церкви» Архивная копия от 18 июня 2011 на Wayback Machine // Православная газета. — 1999. — № 10.
- Фомин С. «Друг друга отражают зеркала…» Архивная копия от 26 мая 2012 на Wayback Machine // Русская линия. — 9 февраля 2006.
- А судьи кто? Архивная копия от 7 января 2011 на Wayback Machine // Русь Православная. — 2007.

### Прочее
- Страничка Епископа Никона
- Кто «заказал» Епископа Никона? Архивная копия от 31 мая 2017 на Wayback Machine
- Кто заказал Никона, или промежуточный эпилог Архивная копия от 4 мая 2017 на Wayback Machine
- Поздравление епископа Никона (Миронова) с Рождеством Христовым (видео) (недоступная ссылка)